# 岡谷篤一
岡谷 篤一（おかや とくいち、1944年5月14日 - ）は、日本の実業家。岡谷鋼機創業家出身で、同社代表取締役社長や、名古屋中小企業投資育成代表取締役社長、名古屋商工会議所会頭、中部経済同友会代表幹事、熱田神宮総代、伊勢神宮崇敬会役員等を歴任。

## 来歴・人物
愛知県名古屋市瑞穂区出身。岡谷鋼機創業家出身で、麻布高等学校を経て、1967年慶應義塾大学経済学部卒業、新日本製鐵入社。1975年岡谷鋼機に入社。1982年取締役に昇格。1985年代表取締役常務。1990年から代表取締役社長を務めた。
1996年愛知時計電機監査役。1997年オークマ取締役、中部日本放送取締役、熱田神宮総代。2002年中部経済同友会代表幹事。2012年中部電力監査役。2013年名古屋商工会議所会頭。2018年名古屋中小企業投資育成代表取締役社長、エノキアン協会会長。2020年公益財団法人ボーイスカウト日本連盟理事長、テレビ愛知取締役。2021年岡谷鋼機取締役相談役。

## 家族・親族
岡谷鋼機設立者十代目岡谷惣助や、実業家松本健次郎は祖父。岡谷鋼機代表取締役社長の岡谷健広は長男。日産自動車に勤務していた自動車技術者でR33型・R34型スカイラインの開発責任者（主管）を務めた渡邉衡三は義弟。